# Aquarius (Hair)
Aquarius è un brano musicale del 1968 composto da Galt MacDermot su testi di James Rado e Gerome Ragni per il musical Hair.

## Descrizione
Il brano viene cantato per la prima volta nella prima rappresentazione del musical Hair, dalla compagnia dell'Off-Broadway, il 17 ottobre 1967. La prima incisione della traccia risale invece al 1968, per opera di Ronald Dyson e la compagnia teatrale.
Il brano Aquarius fu inserito anche nell'omonimo adattamento cinematografico del musical e fu cantato dall'attrice Ren Woods, già interprete del film Car Wash e della serie-tv Radici.

## Cover
Nel 1968 Elio Gandolfi presenta una cover in italiano su testo di Cristiano Minellono dal titolo Acquario (Carosello Records, CI 20215), inserita nella compilation del 1993 Red Ronnie presenta Quei favolosi anni '60 (Fabbri Editori, QFAS 27)
- Nel 1969 il gruppo statunitense The Fifth Dimension la canta in un medley assieme con Let the Sunshine In in versione soul, rock e gospel nel singolo Aquarius/Let the Sunshine In, divenuto il brano più noto e maggiormente rappresentativo della formazione.[1]
- Nel 1970 Raquel Welch reinterpreta il brano in Messico ripresa in video presso la Piramide del Sole di Teotihuacan, con i segni zodiacali addobbati in elaborati costumi.
- Una versione in chiave operatic pop di Aquarius viene interpretata dal soprano Susanna Rigacci nei suoi concerti di musica da film.

## Riferimenti culturali
- Nel 1994, la versione dei Fifth Dimension è stata inclusa nella colonna sonora del film Forrest Gump.
- Il brano Aquarius è stato utilizzato in Italia nello spot pubblicitario dell'acqua Aquarius e in quello della banca Capitalia.